# مايك فراتيلو
مايك فراتيلو (بالإنجليزية: Mike Fratello)‏ مواليد 24 فبراير 1947 في نيو جيرسي، هو مذيع رياضي ولاعب كرة سلة أمريكي أصبح مدرباً. هو حاليا محلل في الرابطة الوطنية لكرة السلة وسبق أن درب منتخب أوكرانيا لكرة السلة.

## روابط خارجية
- مايك فراتيلو على موقع سبورتس رفرنس (الإنجليزية)